# لاري ميلر (كرة سلة)
لاري ميلر (بالإنجليزية: Larry Miller)‏ مواليد 4 أبريل 1946 في ألينتاون، هو لاعب كرة سلة أمريكي معتزل. بدأ مسيرته الاحترافية في سنة 1968. اختير من قبل فريق فيلادلفيا سفنتي سيكسرز خلال الدرافت. بلغ طوله 6 قدم 4 بوصة (1.9 م). اعتزل اللعب في 1975.

## روابط خارجية
- لاري ميلر على موقع سبورتس رفرنس (الإنجليزية)
- لاري ميلر على موقع كلية كرة السلة في سبورتس رفرنس.كوم (الإنجليزية)
- لاري ميلر على موقع ريلجم (الإنجليزية)
- لاري ميلر على موقع بروبوليرز (الإنجليزية)